# Квемо Хунці
Квемо Хунці (груз. ქვემო ხუნწი) — село в Грузії.
За даними перепису населення 2014 року в селі проживає 511 особи.